# Liste der Monuments historiques in Bommes
Die Liste der Monuments historiques in Bommes führt die Monuments historiques in der französischen Gemeinde Bommes auf.

## Liste der Bauwerke
| Bezeichnung           | Beschreibung | Standort | Kennzeichnung | Schutzstatus | Datum | Bild           |
| --------------------- | ------------ | -------- | ------------- | ------------ | ----- | -------------- |
| Schloss Rayne-Vigneau |              | (Lage)   | PA33000078    | Inscrit      | 2004  | weitere Bilder |

## Liste der Objekte
| Bezeichnung    | Beschreibung           | Standort                                | Kennzeichnung | Schutzstatus | Datum | Bild |
| -------------- | ---------------------- | --------------------------------------- | ------------- | ------------ | ----- | ---- |
| Kapitell Nr. 1 | Stein, 12. Jahrhundert | an der Außenwand des Pfarrhauses (Lage) | PM33000100    | Classé       | 1903  |      |
| Kapitell Nr. 2 | Stein, 11. Jahrhundert | an der Außenwand des Pfarrhauses (Lage) | PM33000101    | Classé       | 1908  |      |